# 찰스 윌슨 필

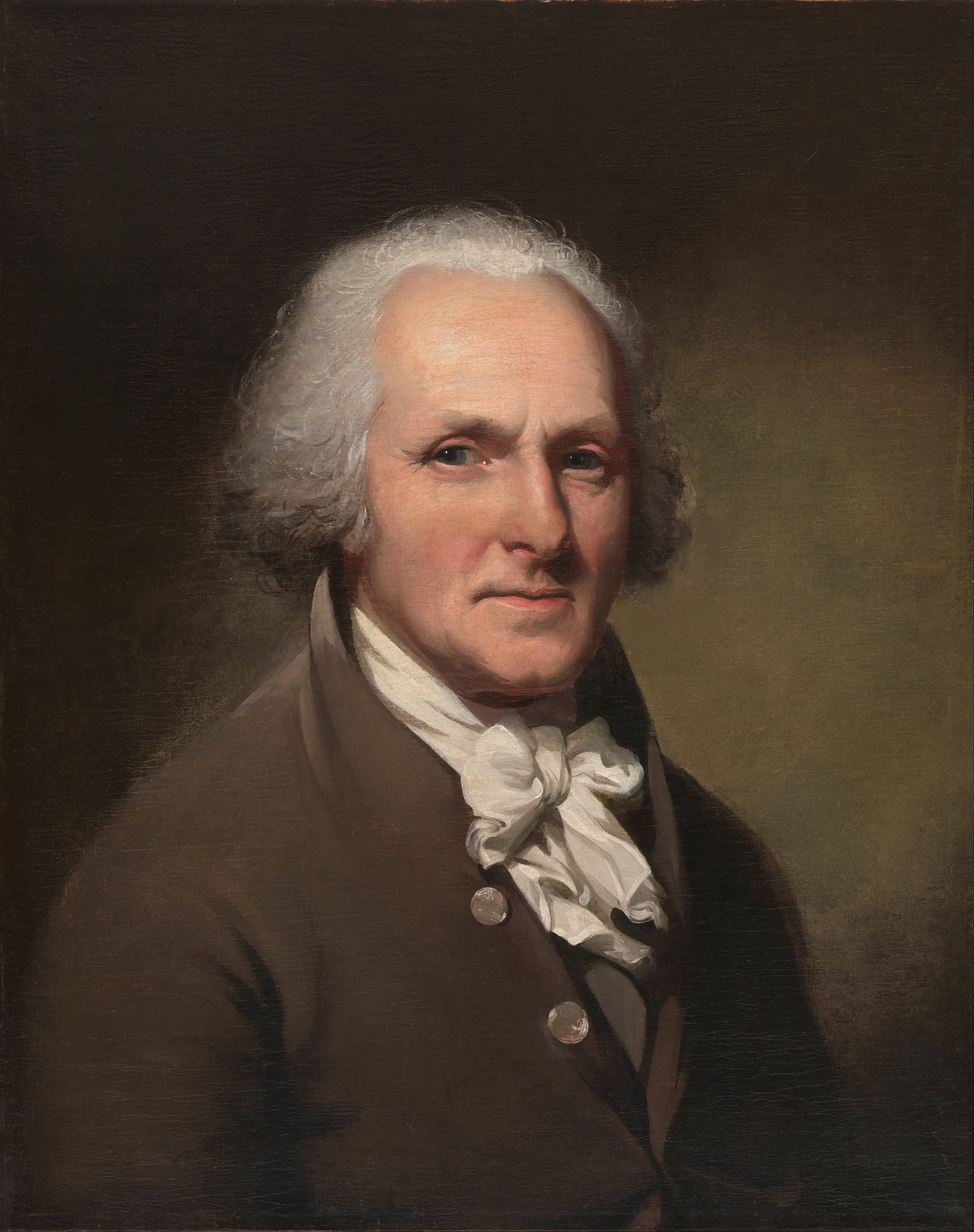

찰스 윌슨 필(Charles Willson Peale, 1741년 4월 15일 ~ 1827년 2월 22일)은 미국의 화가, 군인, 과학자, 발명가, 정치가, 박물학자였다.
1775년 미국 혁명에서 영감을 받은 필은 고향인 메릴랜드주에서 필라델피아로 이주하여 그곳에서 회화 스튜디오를 차리고 자유의 아들들(Sons of Liberty)에 합류했다. 미국 독립 전쟁 동안 필은 펜실베이니아 민병대와 대륙군에서 복무하며 여러 군사 작전에 참여했다. 군 복무 외에도 필은 1779년부터 1780년까지 펜실베니아주 의회에서도 복무했다.
18세기 후반 미국의 주요 인물을 그린 필의 초상화는 그 시대의 가장 잘 알려져 있고 눈에 띄는 작품 중 일부이다. 1784년에 그는 미국 최초의 박물관 중 하나인 필라델피아 박물관을 설립했다. 필이 프린스턴에서 1779년 워싱턴 초상화를 그린 지 200여 년이 지난 뒤 이 그림은 2,150만 달러에 팔렸는데, 이는 미국 초상화 중 최고가였다.